# Tachikawa Ki-54

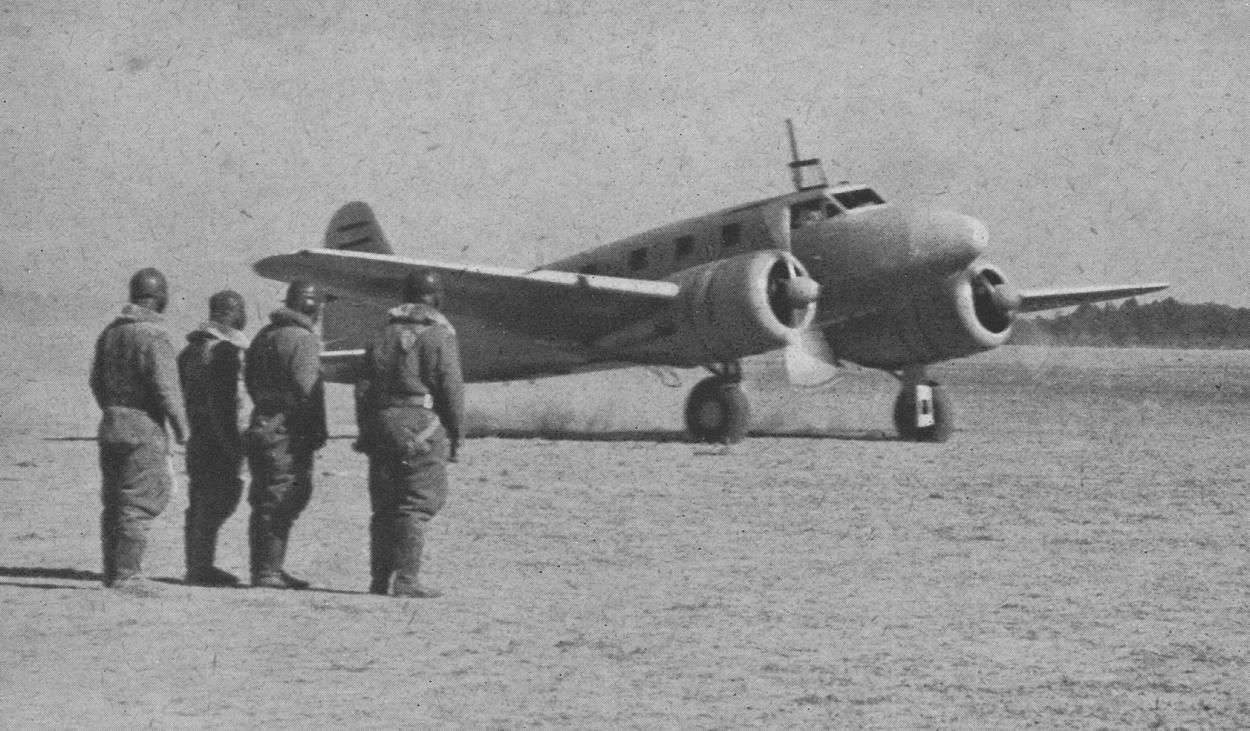
Tachikawa Ki-54

Tachikawa Ki-54 – japoński samolot szkolno-treningowy z okresu II wojny światowej. Ki-54 służył we wszystkich szkołach lotniczych Armii Japońskiej zajmujących się szkoleniem załóg samolotów wielosilnikowych. Po zakończeniu II wojny światowej używany był przez siły powietrzne Chin Ludowych, Korei Północnej i Republiki Chińskiej, oraz przez krótki okres przez jednostki RAF-u, RAAF-u i Francuskich Sił Powietrznych. W czasie II wojny światowej samolot nosił amerykańską nazwę kodową Hickory (dosł. orzesznik).

## Historia
Samolot powstał na zamówienie Koku Hombu (japońskiego ministerstwa ds. Lotnictwa). Jego projekt powierzono Riyokichiowi Endo, a produkcję zakładom Takachiwa, zamówienie złożono pod koniec 1939. Według zamówienia Koku Hombu, samolot miał służyć do kompleksowego szkolenia i treningu całych załóg bombowców – pilotów, radiooperatorów, nawigatorów, bombardierów i strzelców pokładowych. Osiągi samolotu i jego właściwości pilotażowe miały być zbliżone do osiągów ówczesnych japońskich średnich bombowców.
Główny projektant samolotu, Ryokichi Endo, zaprojektował dwusilnikowy dolnopłat z wciąganym podwoziem napędzany dwoma silnikami Hitachi Ha-13a o mocy 510 KM każdy ze śmigłami typu Hamilton o zmiennym skoku.
Pierwszy lot prototypu samolotu, który otrzymał oznaczenie Ki-54, odbył się w połowie 1940. Po wprowadzeniu niewielkich poprawek, między innymi korygujących tendencję samolotu do ciężkich lądowań na nos, samolot wszedł do produkcji w 1941 jako „Samolot Armii Treningu Zaawansowanego Typ 1, Model A” z oznaczeniem Ki-54a. Samoloty wyprodukowane w pierwszej serii zostały przeznaczone przede wszystkich do szkolenia zaawansowanego pilotów. Samoloty wyprodukowane w drugiej serii („Samolot Armii Treningu Operacyjnego Typ 1, Model B”, Ki-54b) były przeznaczone już do szkolenia pełnych załóg i otrzymały pełne wyposażenie bombardierskie oraz strzeleckie, na które składały się cztery pojedyncze karabiny maszynowe Typ 89 7,7 mm. W tej wersji samoloty te były używane przez wszystkie japońskie wojskowe szkoły lotnicze szkolące pilotów samolotów wielosilnikowych i zostały wyprodukowane w największej ilości egzemplarzy.
Kolejna wersja samolotu, Ki-54c, służyła jako lekki samolot transportowy i komunikacyjny, od poprzednich wersji różniła się gładką powierzchnią górnej części kadłuba, gdzie wcześniej znajdowały się stanowiska strzeleckie i kabina nawigatora. W tej wersji samolot mógł przewozić do ośmiu pasażerów. Produkowano także podobny model o oznaczeniu Y-59 przeznaczony dla operatorów cywilnych.
Pod koniec wojny budowano jeszcze w niewielkich ilościach „Bombowiec Patrolowy Armii Typ 1, Model D” (Ki-54d) przeznaczony do zwalczania okrętów podwodnych. W wersji Ki-54d samolot był uzbrojony w osiem 60-kilogramowych bomb głębinowych.
W czasie wojny rozpoczęto jeszcze prace na całkowicie drewnianą wersją Ki-54c, która otrzymała oznaczenie Ki-110 ale prototyp został zniszczony w czasie amerykańskiego nalotu. Planowano także produkcję samolotu do przewozu paliwa (Ki-114) oraz bardziej zaawansowaną wersję całkowicie drewnianego Ki-110 (Ki-114), ale żaden z tych samolotów nie został ukończony do czasu zakończenia wojny.
Łącznie wyprodukowano 1386 samolotów tego typu w różnych wersjach:
- 1940 - 7
- 1941 - 101
- 1942 - 236
- 1943 - 386
- 1944 - 500
- 1945 - 138[3]

Używany do ról treningowych i transportowych był to jeden z najbardziej udanych japońskich samolotów z okresu II wojny światowej, był dobrze znany lotnikom alianckim, nosił amerykańską nazwę kodową Hickory. Wywiad amerykański przydzielił także nazwę Joyce nieistniejącej w rzeczywistości, rzekomo produkowanej wersji szturmowej tego samolotu.

## Użytkownicy
W okresie II wojny światowej samolot używany był przez Siły Powietrzne Cesarskiej Armii Japońskiej oraz japońskich operatorów cywilnych. Po zakończeniu wojny niektóre z Ki-54, oznakowane dużym, białym krzyżem, służyły do transportu japońskich delegacji wojskowych i cywilnych do między innymi do różnych ceremonii kapitulacyjnych.
W czasie wojny kilka samolotów tego typu zostało przekazanych do Mandżukuo, gdzie były używane do transportu VIP-ów przez Siły Powietrzne Mandżuko. Po zakończeniu wojny większość samolotów Sił Powietrznych Mandżukuo zostało zarekwirowanych przez Związek Radziecki i wbrew międzynarodowym ustaleniom przekazano je Siłom Powietrznym Chińskiej Armii Ludowo-Wyzwoleńczej, ale przynajmniej kilka służyło także w Siłach Powietrznych Republiki Chińskiej. W siłach powietrznych obydwu państw służyły one jeszcze do początku lat 50., kiedy zostały zastąpione przez samoloty radzieckie i amerykańskie.
Przynajmniej pięć z zarekwirowanych przez Rosjan samolotów przekazano także Siłom Powietrznym Koreańskiej Republiki Ludowo-Demokratycznej, gdzie służyły jeszcze w czasie wojny koreańskiej, jeden z samolotów tego typu został zdobyty przez południowokoreańską armię pod koniec lat 50.
Także po zakończeniu wojny pozostałe na terenach Indochin „orzeszniki” używane były przez zorganizowaną w ramach Royal Air Force ad hoc grupę Gremlin Task Force zajmująca się zaopatrzenie i repatriacją żołnierzy. W tej roli służyły do początku 1946, kiedy grupa Gremlin zakończyła działalność, a jej samoloty zostały przekazane Francuskim Siłom Powietrznym, gdzie siedem samolotów tego typu służyło do 1947.
Przynajmniej jeden egzemplarz samolotu służył także krótko w Siłach Powietrznych Australii. Samolot, numer seryjny 4119, przywiózł 10 września 1945 japońską delegację na wyspę Labuan, gdzie podpisano miejscowy akt kapitulacji Japonii. W późniejszym czasie samolot przetransportowano do Australii, gdzie znajduje się współcześnie (zobacz poniżej).

## Zachowane egzemplarze
Do czasów współczesnych zachowały się całkowicie lub częściowo przynajmniej trzy egzemplarze tego samolotu.
Jeden z nich (Ki-54a, numer seryjny 5541) znajduje się w Aomori Prefectural Misawa Aviation Museum.  Samolot ten wodował na jeziorze Towada w 1943 i został z niego wydobyty w 2012.
Dobrze zachowany kadłub samolotu w wersji Ki-54c jest przechowywany w magazynach Australian War Memorial.  Częściowo zachowany kadłub znajduje się także w chińskim Beijing Aviation Museum.

## Opis konstrukcji
Tachikawa Ki-54 był dwusilnikowym dolnopłatem o konstrukcji prawie całkowicie metalowej z powierzchniami sterowymi krytymi płótnem. Napęd zapewniały dwa silniki gwiazdowe typu Hitachi Ha-13a o mocy 510 KM przy starcie i 470 KM na wysokości 1700 metrów napędzające dwupłatowe śmigła.
Samolot mierzył 17,9 metrów długości i 3,58 metrów wysokości, jego rozpiętość skrzydeł wynosiła 17,9 metrów, a powierzchnia nośna 40 metrów kwadratowych. Masa własna samolotu wynosiła 2954 kilogramów, a masa startowa 3897 kilogramów.
Prędkość maksymalna wynosiła do 376 km/h na wysokości 2000 metrów, prędkość przelotowa 240 km/h. Zasięg samolotu wynosił do 960 kilometrów.
Uzbrojenie stanowiły cztery pojedyncze karabiny maszynowe Typ 89 7,7 mm oraz bomby szkoleniowe, w wersji przeznaczonej do zwalczania okrętów podwodnych samolot był uzbrojony w bomby głębinowe o łącznej masie 480 kilogramów.